# Krebsz Áron
Krebsz Áron (1977–) magyar fotós, rövidfilmes, az Image Fotostúdió vezetője.

## Életpályája
Krebsz Áron 2017-ben filmesítette meg Gulisio Tímea A babaház című elbeszélését. Krebsz és Gulisio audiovizuális videoperformaszokat készítenek.

## Filmjei
- A babaház (2017)
- Tor (2017)
- A bűnbak (2017)
- Éhség (2017)
- Nekromantika (2017)
- Hídon (2018)
- Tejpille denevérek (2018)
- Gyereksírás (2018)
- Meteorméhész (2018)
- Próbababák az űrből (2018)
- Űrmedúzák (2018)
- Korbácsolt körhinta (2018)
- A paplanon felejtett lovak (2019)